# Communauté d’agglomération Montélimar-Agglomération
Die Communauté d’agglomération Montélimar-Agglomération (offizielle Schreibweise: Communauté d’agglomération Montélimar Agglomération, inoffiziell: Montélimar Agglomération) ist ein französischer Gemeindeverband mit der Rechtsform einer Communauté d’agglomération im Département Drôme in der Region Auvergne-Rhône-Alpes, dessen Verwaltungssitz sich in der Stadt Montélimar befindet. Der Gemeindeverband besteht aus 27 Gemeinden und zählt 68.756 Einwohner (Stand 2022) auf einer Fläche von 381,19 km². Präsident des Gemeindeverbandes ist seit 2020 Julien Cornillet (LR).

## Geschichte
Eine erste Communauté d’agglomération im Raum Montélimar, die Montélimar-Sésame, entstand am 1. Januar 2000 mit insgesamt 15 Mitgliedsgemeinden. Zum 1. Januar 2014 schluckte sie die benachbarte Communauté de communes du Pays de Marsanne bestehend aus zehn Gemeinden rund um Marsanne, die bereits 1992 gegründet worden war. Der so erweiterte Verbund nahm den Namen Communauté d’agglomération Montélimar Agglomération an.
Der Erlass vom 21. Dezember 2020 legte mit Wirkung zum 1. Januar 2021 den Austritt der Gemeinde Puy-Saint-Martin aus der Communauté de communes du Val de Drôme en Biovallée und die gleichzeitige Aufnahme in diesen Gemeindeverband fest.

## Aufgaben
Zu den vorgeschriebenen Kompetenzen gehören die Entwicklung und Förderung wirtschaftlicher Aktivitäten und des Tourismus sowie die Raumplanung auf Basis eines Schéma de Cohérence Territoriale. Der Gemeindeverband bestimmt die Wohnungsbaupolitik. In Umweltbelangen betreibt er die Abwasserentsorgung, die Müllabfuhr und -entsorgung und ist allgemein für den Immissionsschutz zuständig. Er betreibt außerdem den öffentlichen Nahverkehr und die Schulbusse. Zusätzlich baut und unterhält der Verband Kultur- und Sporteinrichtungen und fördert Veranstaltungen in diesen Bereichen.

## Mitgliedsgemeinden
Folgende 27 Gemeinden gehören der Montélimar-Agglomération an:
| Gemeinde                                            | Einwohner 1. Januar 2022 | Fläche km² | Dichte Einw./km² | Code INSEE | Postleitzahl |
| --------------------------------------------------- | ------------------------ | ---------- | ---------------- | ---------- | ------------ |
| Allan                                               | 1.927                    | 28,81      | 67               | 26005      | 26780        |
| Ancône                                              | 1.353                    | 1,59       | 851              | 26008      | 26200        |
| Bonlieu-sur-Roubion                                 | 456                      | 6,05       | 75               | 26052      | 26160        |
| Charols                                             | 957                      | 7,31       | 131              | 26078      | 26450        |
| Châteauneuf-du-Rhône                                | 2.807                    | 27,27      | 103              | 26085      | 26780        |
| Cléon-d’Andran                                      | 989                      | 10,25      | 96               | 26095      | 26450        |
| Condillac                                           | 133                      | 9,57       | 14               | 26102      | 26740        |
| Espeluche                                           | 1.137                    | 11,33      | 100              | 26121      | 26780        |
| La Bâtie-Rolland                                    | 1.068                    | 8,33       | 128              | 26031      | 26160        |
| La Coucourde                                        | 1.214                    | 11,15      | 109              | 26106      | 26740        |
| La Laupie                                           | 776                      | 9,68       | 80               | 26157      | 26740        |
| La Touche                                           | 260                      | 8,29       | 31               | 26352      | 26160        |
| Les Tourrettes                                      | 1.084                    | 7,34       | 148              | 26353      | 26740        |
| Manas                                               | 178                      | 1,91       | 93               | 26171      | 26160        |
| Marsanne                                            | 1.262                    | 34,29      | 37               | 26176      | 26740        |
| Montboucher-sur-Jabron                              | 2.559                    | 9,80       | 261              | 26191      | 26740        |
| Montélimar                                          | 40.356                   | 46,81      | 862              | 26198      | 26200        |
| Portes-en-Valdaine                                  | 455                      | 15,04      | 30               | 26251      | 26160        |
| Puygiron                                            | 447                      | 6,68       | 67               | 26257      | 26160        |
| Puy-Saint-Martin                                    | 834                      | 11,65      | 72               | 26258      | 26450        |
| Rochefort-en-Valdaine                               | 359                      | 12,80      | 28               | 26272      | 26160        |
| Roynac                                              | 480                      | 17,06      | 28               | 26287      | 26450        |
| Saint-Gervais-sur-Roubion                           | 1.088                    | 14,57      | 75               | 26305      | 26160        |
| Saint-Marcel-lès-Sauzet                             | 1.231                    | 3,98       | 309              | 26312      | 26740        |
| Saulce-sur-Rhône                                    | 1.882                    | 18,43      | 102              | 26337      | 26270        |
| Sauzet                                              | 1.834                    | 19,19      | 96               | 26338      | 26740        |
| Savasse                                             | 1.630                    | 22,01      | 74               | 26339      | 26740        |
| Communauté d’agglomération Montélimar-Agglomération | 68.756                   | 381,19     | 180              | –          | –            |